# 311 (banda)
311 (pronunciado "three eleven") es una banda estadounidense de rock, formada en Omaha, Nebraska. La banda nació en 1989, con el vocalista y guitarrista Nick Hexum, el guitarrista Jim Watson (quien, más tarde, sería reemplazado por Tim Mahoney), el bajista P-Nut y el baterista Chad Sexton. En 1992, Doug "SA" Martínez se unió como vocalista y DJ. Hasta la fecha, 311 ha lanzado trece (quince, contando sus LP independientes) álbumes de estudio, un álbum en vivo, cinco recopilatorios, cinco EPs, treinta y tres sencillos y siete DVD. Su estilo, se basa en una fusión de varios géneros, como el rock, reggae, rap, metal, ska, punk y el funk.

## Historia
Después de tres lanzamientos independientes, Downstairs (1989), Dammit! (1990) y Unity (1991), 311 firmó con la disquera Capricorn Records en 1992 y lanza los álbumes Music (1993) y Grassroots (1994), con un éxito moderado. Obtuvo un mayor éxito con su álbum homónimo, que ganó un triple disco de platino y alcanzó el puesto #12 en el "Billboard 200" con los sencillos "Down" y "All Mixed Up". El primero de estos, encabezó la lista "Billboard" de las canciones más sonadas en Estados Unidos en 1996. Los siguientes tres álbumes de la banda, Transistor (1997), Soundsystem (1999) y From Chaos (2001), no alcanzaron el éxito masivo de 311, aunque seguían siendo exitosos. El siguiente trabajo fue en 2003, Evolver y, un año después, el recopilatorio Greatest Hits '93–'03, ganando disco de platino por este último. Todos estos trabajos, alcanzaron el Top 10 en el "Billboard 200", al igual que los siguientes cuatro álbumes, Don't Tread on Me (2005), Uplifter (2009), Universal Pulse (2011), y Stereolithic (2014). Uplifter llegó hasta el número 3, posición más alta alcanzada por un álbum de 311. En 2017 salió Mosaic y, dos años después, Voyager, su último álbum de estudio. Hasta el 2011, 311 vendió más de 8,5 millones de discos en los EE. UU.

## Miembros

### Miembros actuales
- Nick Hexum: voz, guitarra rítmica (1988-); teclados (2009; 2014-); guitarra (1988-1990)
- Doug «SA» Martinez: voz, tornamesas (1992-)
- Aaron «P-Nut» Wills: bajo (1988-); coros (2009)
- Chad Sexton: batería (1988-); coros (1988-1990; 2009)
- Tim Mahoney: guitarra (1991-); coros (2009)

### Miembros anteriores
- Jim Watson: guitarra (1990-1991)

## Discografía
- Music (1993)
- Grassroots (1994)
- 311 (1995)
- Transistor (1997)
- Soundsystem (1999)
- From Chaos (2001)
- Evolver (2003)
- Greatest Hits '93–'03 (2004)
- Don't Tread on Me (2005)
- Uplifter (2009)
- Universal Pulse (2011)
- Stereolithic (2014)
- Mosaic (2017)
- Voyager (2019)
- Full Bloom (2024)